# Boulevard du Versant-Nord
Le boulevard du Versant-Nord est une artère d'orientation est-ouest située à Québec.

## Situation et accès
Il débute à l'intersection avec la rue Frank-Carrel, près de l'échangeur des autoroutes Robert-Bourassa (740) et Charest (440). Il se termine à l'intersection du chemin Sainte-Foy. 
Son tracé se poursuit toutefois en tant que chemin des Quatre-Bourgeois.
Sa longueur approximative est de 6,6 km. Situé entièrement dans l'arrondissement de Sainte-Foy–Sillery–Cap-Rouge, il longe le versant nord de la colline de Québec comme son nom l'indique. Il constitue la frontière entre les quartiers du Plateau et de l'Aéroport ainsi qu'entre les quartiers de Cap-Rouge et de la Pointe-de-Sainte-Foy.

## Origine du nom
Son nom fait référence au fait qu'il longe le versant nord de la colline de Québec. Il marque assez précisément une frontière géographique entre le promontoire et les vallées des rivières Saint-Charles et du Cap-Rouge.

## Historique
Un chemin de fer est construit au tout début du 20e siècle par la Canadian Northern Railway le long du tracé de l'actuel boulevard dans le contexte de l'érection du pont de Québec. Dans les années 1960, le développement rapide de Sainte-Foy pousse la construction domiciliaire jusqu'aux abords du chemin de fer. Adossé au chemin de fer, le nouveau boulevard agit comme ceinture périphérique et frontière à l'étalement. Le parachèvement de la portion entre l'autoroute Duplessis et le boulevard Pie-XII débute en 1969. 
En 1966, à la veille du Centenaire du Canada, le conseil municipal de Sainte-Foy passe une résolution pour renommer la route en « boulevard de la Confédération », mais la proposition ne semble pas avoir aboutie. De 1984 à 1990, une partie du boulevard est connue sous le nom de « montée de la Pointe », en référence à la Pointe-de-Sainte-Foy.
Son nom actuel est officialisé par la Commission de toponymie le 30 novembre 1990.
À l'exception des autoroutes 740, 73 et 540, qui passent en viaduc au-dessus du boulevard, aucune artère routière traverse perpendiculairement le boulevard. Toutes les rues perpendiculaires sont du côté sud. Le désenclavement du secteur Chaudière, motivé par la construction du tramway de Québec, pourrait permettre le raccordement de la rue Mendel (au nord) avec le boulevard Pie-XII (au sud). 